# Broome Street
Broome Street é uma rua leste-oeste em Lower Manhattan. Ela percorre quase toda a largura da ilha de Manhattan, da Hudson Street no oeste à Lewis Street no leste, próxima da entrada da ponte Williamsburg. A rua é interrompida em vários lugares por parques, edifícios e o canteiro central da Allen Street. A rua recebeu o nome de John Broome, nascido em Staten Island, que era um comerciante colonial e político e se tornou vice-governador do estado de Nova York.
Segundo um mapa obtido da coleção da Biblioteca Pública de Nova York, a região em volta da Broome Street foi desenvolvida na primeira década de 1800 como parte do bairro conhecido na época como 'New Delaney's Square', embora isso provavelmente seja um erro para "Delancey", pois a família Delancey possuía a terra por muitas décadas e já havia começado o planejamento do desenvolvimento na década de 1760.